# Linda Nielsen
Linda Nielsen (født 2. januar 1952) en dansk jurist, professor ved og tidligere rektor for Københavns Universitet. Hun var universitetets første kvindelige rektor, og den sidste, der blev valgt af universitetets egne ansatte og studerende. Efter Universitetsloven af 2003 ansattes rektor af en bestyrelse.

## Historie
Linda Nielsen tog juridisk embedseksamen i 1976 fra Københavns Universitet og juridisk doktorgrad i 1993 fra samme universitet og har siden 1996 været professor ved Det Juridiske Fakultet. Fra 1. februar 2002 til 31. oktober 2005 var Linda Nielsen Københavns Universitets rektor nr. 257 og fra 1. oktober 2002 var hun formand for Rektorkollegiet, hvilket hun var indtil 2005. På Kræftens Bekæmpelses repræsentantskabsmøde den 13. maj 2007 blev Linda Nielsen valgt som ny præsident for foreningen. Samme år blev hun Ridder af Dannebrog. Hun har også modtaget Erindringsmedaillen i anledning af Hans Kongelige Højhed Prinsgemalens 75 års fødselsdag.
Herudover har Linda Nielsen været formand for og medlem af en lang række råd og udvalg, eksempelvis formand for Øresund Science Region, medlem af Statsministeriets Globaliseringsråd, af udvalg om Politiets og Forsvarets Efterretningstjeneste samt af bestyrelsen for Dronning Margrethe og Prins Henriks Fond, Kollegiefonden Bikuben, Klasselotteriet og Sparinvest og formand for Allerfonden.
Hendes tidligere hverv omfatter bl.a. formand for Etisk Råd, formand for Pensionsmarkedsrådet, for Børnelovsudvalget og for Ægtefællepensionsudvalget samt næstformand for Elektricitetsrådet. Derudover har Linda Nielsen været medlem af Økonomiministerens Tænketank om fremtidens vækst, Justitsministerens Visionsudvalg for fremtidens politi, Finansministeriets Spindoktorudvalg og Videnskabsministerens udvalg om Universitetsbestyrelser i Danmark.
I international sammenhæng er Linda Nielsen vicepræsident i EU's Etikkomité EGE (European Group on Ethics in Science and New Technologies), der rådgiver EU-kommissionen. Ydermere fungerer hun som for EU ved vurdering af bioteknologiske forskningsprojekter og af Europarådet i relation til en række arbejdsgrupper. Hun er medlem af bestyrelsen af International Society of Family Law.